# (25625) Verdenet
(25625) Verdenet est un astéroïde de la ceinture principale.

## Description
(25625) Verdenet est un astéroïde de la ceinture principale. Il fut découvert le 5 janvier 2000 au Creusot par Jean-Claude Merlin. Il présente une orbite caractérisée par un demi-grand axe de 2,38 UA, une excentricité de 0,22 et une inclinaison de 1,0° par rapport à l'écliptique.
Il a été ainsi nommé pour rendre hommage à l'astronome amateur Michel Verdenet (1944-2020).

## Compléments